# Сёмаки (Старосинявский район)
Сёмаки (укр. Сьомаки) — село в Старосинявском районе Хмельницкой области Украины.
Население по переписи 2001 года составляло 378 человек. Почтовый индекс — 31408. Телефонный код — 3850. Занимает площадь 1,574 км². Код КОАТУУ — 6824487001.

## Местный совет
31442, Хмельницкая обл., Старосинявский р-н, с. Сёмаки